# Barrios de la ciudad Santiago del Estero
La organización jurídica, legal, social y geográfica de la ciudad se realizó mediante la Ordenanza N.º 776 del 12 de agosto de 1981, la cual la divide en 43 barrios, a los que progresivamente se fueron agregando más.
Actualmente el tejido municipal al 2014 cuenta con 62 barrios reconocidos.
La superficie total del Tejido Municipal es de 9.433,92 ha, de las cuales 4.001,87 hectáreas están ocupadas por los barrios.
| Nombre                         | Población (2001) | Superficie (ha) |
| ------------------------------ | ---------------- | --------------- |
| Aeropuerto                     | 3.404 hab.       | 168,00          |
| Coronel Borges                 | 11.739 hab.      | 231,53          |
| Huaico Hondo                   | 9.478 hab.       | 161,66          |
| General Paz                    | 3.824 hab.       | 155,84          |
| Sargento Cabral                | 1.827 hab.       | 18,80           |
| Juan XXIII                     | 975 hab.         | 10,20           |
| Alberdi                        | 4.590 hab.       | 80,76           |
| Jorge Newbery                  | 3.323 hab.       | 46,17           |
| Centenario                     | 4.378 hab.       | 71,30           |
| Colón                          | 5.323 hab.       | 66,20           |
| Juan Felipe Ibarra             | 7.827 hab.       | 121,24          |
| Don Bosco                      | 3.915 hab.       | 66,82           |
| Francisco Solano               | 507 hab.         | 3,17            |
| Parque Aguirre                 | 4.526 hab.       | 77,72           |
| Centro                         | 8.530 hab.       | 150,70          |
| Congreso                       | 2.787 hab.       | 44,60           |
| Sáenz Peña                     | 1.794 hab.       | 30,75           |
| Rivadavia                      | 2.521 hab.       | 21,23           |
| Mosconi                        | 3.971 hab.       | 64,69           |
| John Kennedy                   | 3.087 hab.       | 91,22           |
| Autonomía                      | 5.807 hab.       | 69,00           |
| Francisco de Aguirre           | 2.827 hab.       | 31,26           |
| Primera Junta                  | 6.840 hab.       | 107,42          |
| San Martín                     | 4.412 hab.       | 70,18           |
| Libertad                       | 4.060 hab.       | 128,24          |
| Industria                      | 4.928 hab.       | 94,54           |
| Cáceres                        | 1.306 hab.       | 14,00           |
| 8 de Abril                     | 15.803 hab.      | 94,15           |
| Belgrano                       | 5.556 hab.       | 89,00           |
| Ramón Carrillo                 | 3.793 hab.       | 56,82           |
| Sarmiento                      | 8.555 hab.       | 88,72           |
| Los Inmigrantes                | 2.092 hab.       | 53,39           |
| Mariano Moreno                 | 5.711 hab.       | 227,11          |
| Reconquista                    | 3.189 hab.       | 87,30           |
| Independencia                  | 3.536 hab.       | 65,13           |
| Cabildo                        | 5.214 hab.       | 104,00          |
| Jardín                         | 818 hab.         | 38,45           |
| Tradición                      | 2.532 hab.       | 57,34           |
| Almirante Brown                | 6.950 hab.       | 158,00          |
| América del Sur                | 2.120 hab.       | 98,00           |
| Ejército Argentino             | 12.286 hab.      | 202,76          |
| Juramento (Barrio residencial) | 2.440 hab.       | 40,13           |
| Juan Díaz de Solís             | 594 hab.         | 5,05            |
| Santa Lucía                    | 4.338 hab.       | 77,24           |
| Villa del Carmen               | 1.720 hab.       | 248,46          |
| La Católica                    | 2.207 hab.       | 80,40           |
| Bruno Volta                    | 1.444 hab.       | 38,00           |
| El Vinalar                     | 6.741 hab.       | 122,15          |
| Campo Contreras                | 7.528 hab.       | 72,45           |
| La Costa                       | Sin datos        | Sin datos       |
| Los Flores                     | Sin datos        | Sin datos       |
| Islas Malvinas                 | Sin datos        | Sin datos       |
| Siglo XX                       | Sin datos        | Sin datos       |
| Siglo XXI                      | Sin datos        | Sin datos       |
| Siglo XIX                      | Sin datos        | Sin datos       |
| 750 viviendas                  | Sin datos        | Sin datos       |
| 750 viviendas sector duplex    | Sin datos        | Sin datos       |
| Saint Germaint                 | Sin datos        | Sin datos       |
| Virgen de Guadalupe            | Sin datos        | Sin datos       |
| Madres de Plaza de Mayo        | Sin datos        | Sin datos       |
| Santa Rosa de Lima             | Sin datos        | Sin datos       |
| Belen                          | Sin datos        | Sin datos       |
|                                |                  |                 |